# High School Musical 3: Senior Year (trilha sonora)
High School Musical 3: Senior Year é o álbum de trilha sonora para o filme da Walt Disney Pictures de mesmo nome. Foi lançado em 21 de outubro de 2008 nos Estados Unidos.

## Informações
O álbum vendeu 297 mil cópias na primeira semana de vendas nos Estados Unidos, estreando em #2 na Billboard 200, perdendo o topo para o álbum Black Ice do AC/DC. É a única trilha sonora de High School Musical que não atingiu o primeiro lugar nos Estados Unidos e a menos vendida das três trilhas sonoras, embora tenha vendido mais de 1,3 milhões de cópias nos EUA e 3,500,000 de cópias mundialmente. Na Austrália, a trilha sonora foi certificada Ouro em 6 de novembro (na primeira semana de seu lançamento), e foi certificado Platina em 2 de dezembro - antes mesmo do filme estrear nos cinemas em toda a Austrália. No Brasil, o álbum vendeu mais de 60.000 só em pré-encomendas e foi certificado Platina, antes do lançamento oficial. Ela também vendeu 97.972 em sua primeira semana no Reino Unido, tornando-se o álbum de trilha sonora mais vendido no Reino Unido.
Um disco duplo Premiere Edition da versão da trilha sonora foi lançada no mesmo dia que a versão padrão. A trilha sonora do disco duplo apresenta a trilha sonora original e um DVD bônus com vídeo. A edição de estréia foi lançado em formato digipack em países selecionados. Em 15 de outubro de 2008, as 12 faixas em versão digital foram oficialmente lançadas no EOLAsia.com em Hong Kong. Em 18 de outubro de 2008, a Rádio Disney sediou a estreia mundial da trilha sonora original e tocou todas as músicas.

## Crítica
A genialidade da máquina "High School Musical" se torna mais evidente em sua terceira parcela, o primeiro para a tela grande. Como formandos, Troy (Zac Efron), Gabriella (Vanessa Hudgens) e Sharpay (Ashley Tisdale) de fictício East High, eles também deixam a franquia e tentam remontar-se como estrelas pop mainstream com amplo apelo demográfico. Enquanto isso, novas caras, como o intercâmbio de estudantes britânicos Tiara (Jemma McKenzie-Brown) começam a cantar e dançar sua maneira nos corações dos fiéis. A série infinita atualizável tem a sua fórmula musical abaixo: Pegue o "aluguel" de estilo Broadway moderna, adicione uma dança garoto-amigável ao bater com alusões ao pop atual, remova todas as dicas de angústia ou luxúria. O resultado é uma outra visão utópica de adolescentes americanos, feita para pré-adolescentes. Mas o elenco ataca o material com tais vende-lo-à-linha-back coragem que quem gosta de um bom show não pode ajudar mas começ um pontapé fora dele.— Revista Billboard
Perdido na confusão do fenómeno sempre crescente da High School Musical - crescendo tanto, não pode mais ser contido no Disney Channel, agora está chegando aos cinemas para sua terceira e última parcela - é que a sensação é realmente um musical. O que significa que, apesar de suas armadilhas pop, as trilhas sonoras consistem em melodias completas, músicas que servem à história e são cantadas pelo elenco rotativo. Isso ajuda a fazer o filme funcionar, mas coloca as trilhas sonoras como meras lembranças do evento, um recorde para os fãs tocarem interminavelmente, não um meio de cruzar para um público pop mais amplo. No HSM3, existem apenas duas músicas que se destacam como potenciais singles pop, ambos não coincidentemente com vitrines individuais para as duas maiores estrelas da franquia, Vanessa Hudgens e Zac Efron. Hudgens tem o álbum ' A melhor música da comovente "Walk Away" - uma música que teria mostrado Wilson Phillips por volta de 1990 - que ela canta melhor que Efron, cujo "Scream" se destaca como *NSYNC por volta de 2000. Mas ambos são ofuscados pelo palco de Ashley Tisdale, que mostra muito mais carisma em seu showcase "I Want It All", uma canção que não tem absolutamente nenhuma chance de fazer sentido fora do enredo do High School Musical 3, mas Tisdale se apresenta com vigor insinuante, usando todas as costeletas que aprendeu como uma criança de teatro. É claro, esses pontos fortes são bem adequados para um musical como High School Musical 3, onde as músicas são veículos para apresentações de showboating na tela ou no quarto de um fã - e para esses fãs, esse conjunto, que é semelhante em todos os sentidos para seus dois antecessores— Allmusic

## Desempenho comercial
O álbum vendeu 297.000 cópias em sua primeira semana nos Estados Unidos, estreando no número 2 na Billboard 200. Atualmente, já vendeu mais de 1 milhão de cópias nos EUA. Na Austrália, a trilha sonora foi certificada como ouro em 6 de novembro (dentro da primeira semana de seu lançamento), mas em Portugal, a trilha sonora foi certificada como platina. O álbum vendeu 3.500.000 cópias em todo o mundo a até 2 de março de 2010.

## Faixas
| Edição Padrão |                                               | |         |  |
| N.º           | Título                                        | Interprete(s)                                                                                                | Duração |  |
| 1.            | "Now or Never"                                | Zac Efron, Vanessa Hudgens, Corbin Bleu, Chris Warren Jr., Ryne Sanborn                                      | 4:33    |  |
| 2.            | "Right Here, Right Now"                       | Efron, Hudgens                                                                                               | 3:58    |  |
| 3.            | "I Want It All"                               | Ashley Tisdale, Lucas Grabeel                                                                                | 4:39    |  |
| 4.            | "Can I Have This Dance?"                      | Efron, Hudgens                                                                                               | 4:04    |  |
| 5.            | "A Night to Remember"                         | Efron, Hudgens, Tisdale, Grabeel, Bleu, Monique Coleman, Warren Jr., Olesya Rulin, Sanborn, Kaycee Stroh     | 3:58    |  |
| 6.            | "Just Wanna Be with You"                      | Grabeel, Rulin, Efron, Hudgens                                                                               | 2:38    |  |
| 7.            | "The Boys Are Back"                           | Efron, Bleu                                                                                                  | 3:47    |  |
| 8.            | "Walk Away"                                   | Hudgens | 3:50    |  |
| 9.            | "Scream"                                      | Efron | 3:56    |  |
| 10.           | "Senior Year Spring Musical"                  | Efron, Hudgens, Tisdale, Grabeel, Bleu, Rulin, Sanborn, Warren Jr., Stroh, Matt Prokop, Jemma McKenzie-Brown | 7:45    |  |
| 11.           | "We're All in This Together (Graduation Mix)" | Efron, Hudgens, Tisdale, Grabeel, Bleu, Coleman                                                              | 4:17    |  |
| 12.           | "High School Musical"                         | Efron, Hudgens, Tisdale, Grabeel, Bleu, Coleman                                                              | 3:53    |  |

| Faixa bônus |                                                                            |                |         |  |
| N.º         | Título                                                                     | Interprete(s)  | Duração |  |
| 13.         | "Just Getting Started" (Download digital bônus)                            | Stan Carrizosa | 3:37    |  |
| 14.         | "The Boys Are Back" (Reino Unido, Alemanha, Itália & Portugal bonus track) | US5            | 3:30    |  |

## Singles
Vários singles foram liberados antes do lançamento do álbum da trilha sonora, com as músicas sendo lançadas nas lojas digitais e os vídeos sendo exibidos no Disney Channel.
- "Now or Never" foi o primeiro single da trilha sonora e é cantado pelo elenco de High School Musical 3: Senior Year.
- "I Want It All" foi o segundo single da trilha sonora e é cantado por Ashley Tisdale e Lucas Grabeel como Sharpay Evans e Ryan Evans.
- "Can I Have This Dance" foi o terceiro single da trilha sonora e é cantado por Zac Efron e Vanessa Hudgens como Troy Bolton e Gabriella Montez.
- "A Night to Remember" foi o quarto single da trilha sonora e é cantado pelo elenco de High School Musical 3: Senior Year.
- "Right Here, Right Now" foi o último single da trilha sonora e é cantado por Zac Efron e Vanessa Hudgens como Troy Bolton e Gabriella Montez.